# Panogena lingens
Panogena lingens (Butler, 1877) è un lepidottero appartenente alla famiglia Sphingidae, diffuso in Africa.

## Etimologia
L'epiteto specifico lingens rappresenta il participio presente del verbo latino lingo, -is, linxi, linctum, ĕre, e significa letteralmente che lecca, che lambisce, riferendosi alle abitudini alimentari dell'adulto.

## Descrizione

### Adulto
La struttura generale è alquanto affine a quella di Xanthopan morganii.
Il colore di fondo della pagina superiore dell'ala anteriore è un brunastro opaco, decisamente più scuro della congenere Panogena jasmini; come in quest'ultima specie, il dimorfismo sessuale è molto ridotto e limitato ad una colorazione generale più scura nel recto della femmina, ed alla forma delle ali un po' più tozza nel maschio. Si può osservare la presenza di sottili striature nerastre trasversali che corrono con andamento sinuoso dalla costa sino al margine posteriore, allargandosi in bande più marcate nella zona centrale. Si nota anche una linea nerastra che attraversa la parte distale della cellula discale, ma non si spinge oltre la media. Nella zona apicale si trova un'area bordata di nero, analogamente a quanto osservabile in alcune Manduca, come ad esempio M. sexta. Nell'area mediana subcostale si distingue chiaramente una piccola macchia tondeggiante bianca, traslucida e bordata di nero. L'apice non è falcato, mentre il termen risulta alternativamente bianco e marrone; il tornus è netto.
La pagina inferiore dell'ala anteriore è quasi completamente campito di un giallo ocra (lievemente più pallido nella femmina), che però si stempera in un giallo vivo nell'area basale, tra costa e subcosta.
Il recto dell'ala posteriore è giallo per i due terzi basali, ma mostra una banda marrone (più marcata nel maschio) che parte dal terzo distale della costa e giunge, con margine posteriore irregolare, fin quasi all'angolo anale, laddove vira nettamente in avanti, sino a toccare l'area compresa tra la media e la radio, così da formare una sorta di "Y". Un'ulteriore banda terminale brunastra corre lungo il margine esterno dell'ala, progressivamente assottigliandosi, fino a raggiungere l'angolo anale, che assume una colorazione biancastra. L'apice è tondeggiante ed il termen appare alternativamente bianco e marrone, come nell'ala anteriore.
La pagina inferiore dell'ala posteriore rivela tonalità di giallo ocra affini a quelle dell'ala anteriore, pur con una colorazione nettamente più chiara nella costa e nella zona anale.
Le antenne, bianco-brunastre ma grigiastre internamente, sono filiformi e lievemente uncinate all'estremità, più brevi e tozze di quelle di P. jasmini, e con una lunghezza pari a meno della metà della costa dell'ala anteriore. La spirotromba è brunastra.
Il torace è marroncino dorsalmente e con margine posteriore nerastro; la superficie ventrale è più chiara; sono inoltre presenti tegulae contornate di nero ma con lievi frangiature bianche, oltre a due piccole macchie gialle, bordate di nero, sul metatorace.
Nelle zampe anteriori, il primo tarsomero è lungo quanto la somma dei tre successivi. A differenza di P. jasmini, le tibie mesotoraciche non appaiono spinose, mentre quelle metatoraciche mostrano uno sperone terminale, lungo circa la metà del primo tarsomero.

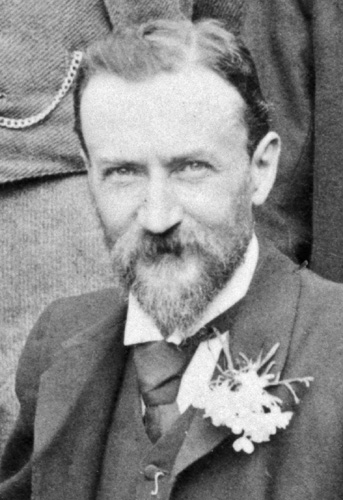
L'entomologo, aracnologo ed ornitologo britannico Arthur Gardiner Butler (1844-1925), che descrisse la specie nel 1877

L'addome riprende le tonalità del torace, ma rivela una linea scura dorsale, interrotta in più punti, che decorre dal secondo al quinto tergite. Non sono distinguibili chiare bande trasversali. Ai lati sono invece presenti macchie oblique biancastre, bordate di nero, disposte su singola fila. Il margine posteriore di ogni singolo somite addominale è tinto di bianco.
Nel genitale maschile, uncus e gnathos sono simili a quelli di P. jasmini, ma lo gnathos appare meno appiattito e con margini più arrotondati anteriormente. L'harpe è ridotto e liscio, ma provvisto di setae e munito di due piccoli processi apicali a sezione triangolare. L'edeago è pure affine a quello di P. jasmini, ma meno ricurvo a livello apicale.
Nel genitale femminile, l'ostium è molto simile a quello di P. jasmini, benché più chitinizzato, ma anteriormente rivela una cresta trasversale arrotondata.
L'apertura alare è di circa 90 mm, con la femmina un po' più grande del maschio.

### Larva
Non è noto lo stadio larvale.

### Pupa
Non è noto lo stadio pupale.

## Biologia

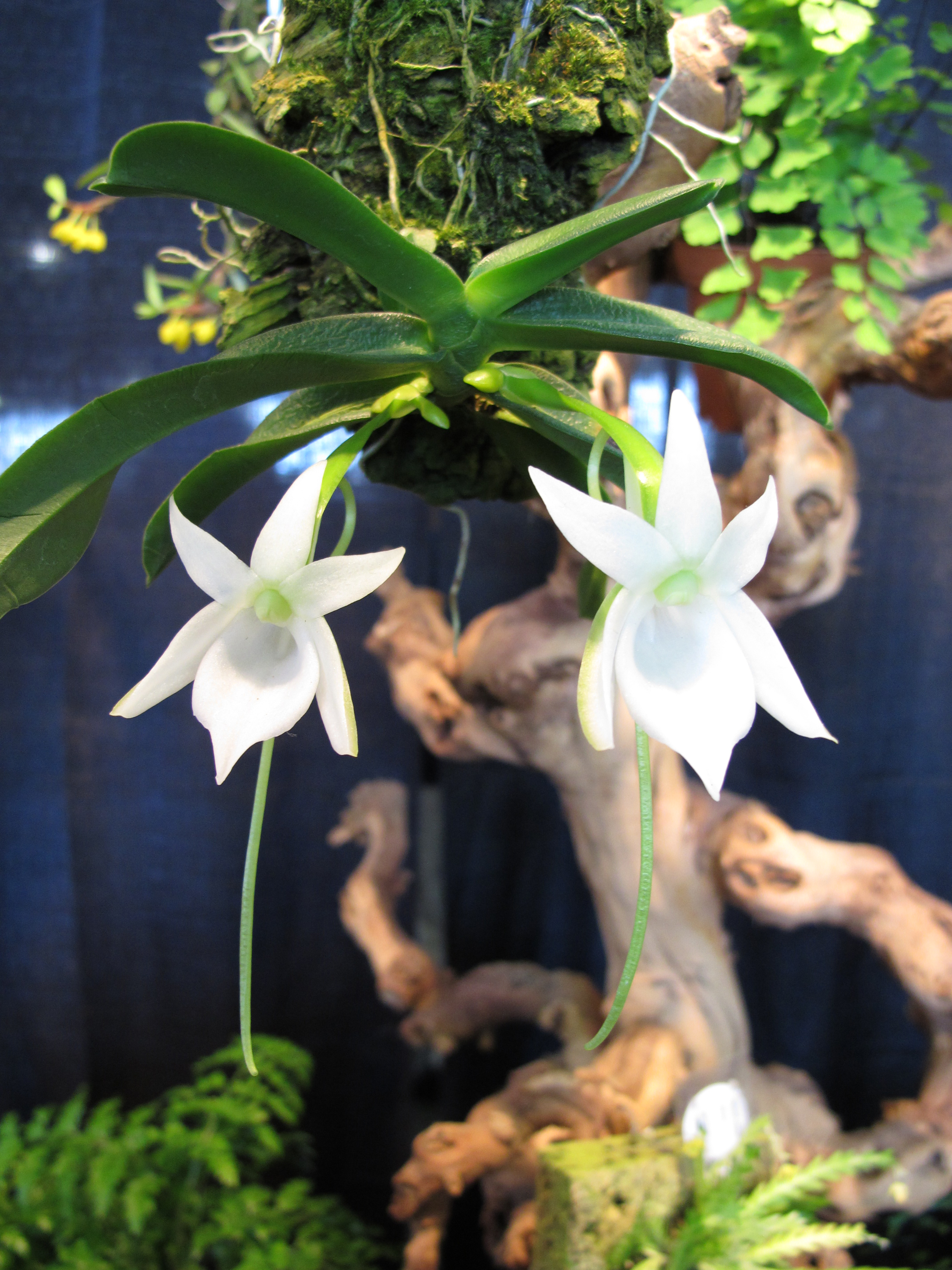
Angraecum compactum

Non essendo ancora stato reperito lo stadio larvale, al momento non sono note le abitudini alimentari di questi bruchi, e non è stato possibile stilare un elenco di piante nutrici; tuttavia sono stati condotti, all'interno della foresta primaria del Madagascar centrale, diversi studi sull'adulto, andando a verificare i fiori che visita durante l'attività di ricerca del nettare. Si è così scoperto che Panogena lingens rappresenta di fatto l'unico insetto pronubo per almeno cinque diverse specie di orchidee, appartenenti alla sottotribù Angraecinae, e cioè:
- Aerangis fuscata (Rchb.f.) Schltr., 1914
- Angraecum arachnites Schltr.,1925
- Angraecum compactum Schltr., 1916
- Jumellea teretifolia Schltr., 1925
- Neobathiea grandidierana (Rchb.f.) Garay, 1972

Ciò è reso possibile dalla particolare conformazione e lunghezza della spirotromba della farfalla, in grado di raccogliere il nettare in fondo al fiore particolarmente ristretto di queste specie vegetali. Durante tale attività, la spirotromba del lepidottero si "sporca" del polline del fiore, permettendo, via via che l'animale prosegue a visitare altri fiori, la fecondazione delle suddette specie di Orchidaceae.
Si è notato peraltro che è molto difficile l'impollinazione incrociata tra specie diverse di orchidee, non solo per motivi di incompatibilità genetica, ma anche grazie al fatto che fiori di specie diverse depositano il proprio polline in punti differenti della spirotromba. Più in dettaglio, le antere di Angraecum compactum, Neobathiea grandidierana, e Jumellea teretifolia depositano il proprio polline sulla porzione dorso-basale della spirotromba, mentre quelle di Angraecum arachnites lo liberano sulla porzione dorso-ventrale, e infine quelle di Aerangis fuscata, sulla fronte e sui palpi dell'insetto. Oltre a questo, esistono anche comportamenti particolari della sfinge che consentono di limitare fortemente i rischi di impollinazione interspecifica, sebbene spesso il "carico" dell'insetto sia costituito da una miscela di pollini di specie diverse.

Il Madagascar è il locus typicus della specie

È stato posto in evidenza il fatto che nel Madagascar centrale esistono in teoria anche altri Sphingidae in grado di effettuare la fecondazione di queste orchidee, data la struttura della propria proboscide, ma è stata avanzata l'ipotesi che l'esclusività del rapporto mutualistico instauratosi tra Angraecinae e Panogena lingens si debba al fatto che questo si sarebbe sviluppato già prima dell'arrivo sull'isola dei progenitori delle altre specie di sfingi attuali.

## Distribuzione e habitat
L'areale della specie è limitato al Madagascar (locus typicus della sottospecie nominale) e alle isole Comore (Mohéli, Fomboni, è il locus typicus della sottospecie P. l. comorana).
L'habitat è rappresentato dalla foresta primaria, dal livello del mare fino a modeste altitudini.

## Tassonomia

### Sinonimi
È stato riportato un solo sinonimo.
- Protoparce lingens Butler, 1877 - Proc. zool. Soc. Lond. 1877: 169 - Locus typicus: Madagascar[2] (sinonimo omotipico e basionimo).

### Sottospecie
Sono state descritte due sottospecie:
- Panogena lingens lingens (Butler, 1877) - Proc. zool. Soc. Lond. 1877: 169 - Locus typicus: Madagascar.[2]
- Panogena lingens comorana Griveaud, 1960 - Bull. Soc. ent. Fr. 65: 42 - Locus typicus: Comore, Mohéli, Fomboni, 10 m.[10]

La sottospecie non viene riconosciuta da diversi Autori. Caratteristiche distintive sono i colori più tenui ed il minore contrasto nelle geometrie della pagina superiore dell'ala anteriore.

## Conservazione
Lo stato di conservazione della specie non è stato ancora valutato dalla Lista rossa IUCN.

### Pubblicazioni
- Agosta S. J., Janzen D. H., Body size distributions of large Costa Rican dry forest moths and the underlying relationship between plant and pollinator morphology (abstract), in Oikos, vol. 108, n. 1, gennaio 2005,  pp. 183-193, DOI:10.1111/j.0030-1299.2005.13504.x, ISSN 0030-1299 (WC · ACNP).
- Butler, A. G., Descriptions of New Species of Heterocerous Lepidoptera in the Collections of the British Museum, in Proceedings of the Zoological Society of London, vol. 1877, Londra, 1877,  pp. 168-170.
- Carcasson, R. H., Revised catalogue of the African Sphingidae (Lepidoptera) with descriptions of the East African species (PDF), in Journal of The East Africa Natural History Society and National Museum, vol. 26, Nairobi, The East Africa Natural History Society, 1967,  pp. 1-173.
- Goldblatt, P., Manning, J. C., The long-proboscid fly pollination system in southern Africa (abstract), in Annals of the Missouri Botanical Garden, vol. 138, n. 2, 2000,  pp. 146-170.
- Goyret, J., Raguso, R. A., The role of mechanosensory input in flower handling efficiency and learning by Manduca sexta, in Journal of Experimental Biology, vol. 209, maggio 2006,  pp. 1585-1593, DOI:10.1242/jeb.02169.
- (FR) Griveaud, P., Deux nouveaux Sphingidae de Madagascar (Lepidoptera), in Naturaliste malgache, vol. 10, 1959,  pp. 75-79, 2 figs., 1 pl.
- (FR) Griveaud, P., Sur quelques sphingides nouveaux au peu connus de Ia region malgache (Lep.), in Bull. Soc. ent. France, vol. 65, 1960,  pp. 40-47, 6 figg..
- (FR) Griveaud, P., Contribution à l’étude des Lépidoptères Hétérocères du massif de l’Andringitra (Madagascar Centre) RCB 225 - Campagne 1970-1971 (Insecta Lepidoptera Sphingidae, Saturniidae, Amatidae, Lymantriidae) (PDF), in Bulletin du Muséum Nationa d’Histoire Narurelle 3e série (Zoologie), vol. 186, n. 125, settembre-ottobre 1973,  pp. 1465-1484, ISSN 0027-4070 (WC · ACNP).
- Hodges, S. A., The influence of nectar production on hawkmoth behavior, self pollination, and seed production in Mirabilis multiflora (Nyctaginaceae) (abstract), in American Journal of Botany, vol. 82, n. 2, febbraio 1995,  pp. 197-204.
- Hodges, S. A., Arnold, M. L., Spurring plant diversification: are floral nectar spurs a key innovation? (abstract), in Proceedings of the Royal Society of London, B, Biological Sciences, vol. 262, n. 1365, dicembre 1995,  pp. 113-120.
- Jermy, T., Deep flowers for long tongues: a final word, in Trends in Ecology & Evolution, vol. 14, n. 1, gennaio 1999,  p. 34, DOI:10.1016/S0169-5347(98)01520-1.
- Johnson, S. D., Observations of hawkmoth pollination in the South African orchid Disa cooperi (abstract), in Nordic Journal of Botany, vol. 15, n. 2, 1995,  pp. 121-125, DOI:10.1111/j.1756-1051.1995.tb00128.x.
- Johnson, S. D., Liltveld, W. R., Hawkmoth pollination of Bonatea speciosa (Orchidaceae) in a South African coastal forest, in Nordic Journal of Botany, vol. 17, n. 1, 1997,  pp. 5-10, DOI:10.1111/j.1756-1051.1997.tb00286.x.
- Johnson, S. D., Nilsson, L. A., Pollen carryover, geitonogamy, and the evolution of deceptive pollination systems in orchids, in Ecology, vol. 80, n. 8, dicembre 1999,  pp. 2607-2619, DOI:10.1890/0012-9658%281999%29080%5B2607%3APCGATE%5D2.0.CO%3B2.
- Koopowitz, H. and Marchant, T., Postpollination nectar reabsorption in the African epiphyte Aerangis verdickii (Orchidaceae) [collegamento interrotto], in American Journal of Botany, vol. 85, n. 4, aprile 1998,  pp. 508-512, PMID 21684933.
- Kritsky, G, Darwin's Madagascan hawk moth prediction (PDF), in American Entomologist, vol. 37, n. 4, 2001,  pp. 206-210. URL consultato il 3 maggio 2019 (archiviato dall'url originale il 12 gennaio 2016).
- Luyt, R., Johnson, S.D., Hawkmoth pollination of the African epiphytic orchid Mystacidium venosum, with special reference to ﬂower and pollen longevity. (abstract), in Plant Systematics and Evolution, vol. 228, n. 1-2, Springer-Verlag, 2001,  pp. 49-62, DOI:10.1007/s006060170036, ISSN 0378-2697 (WC · ACNP).
- Martins, D. J. and Johnson, S. D., Hawkmoth pollination of aerangoid orchids in Kenya, with special reference to nectar sugar concentration gradients in the floral spurs, in American Journal of Botany, vol. 94, n. 4, aprile 2007,  pp. 650-659, DOI:10.3732/ajb.94.4.650 (archiviato dall'url originale il 22 febbraio 2014).
- Martins, D. J. and Johnson, S. D., Interactions between hawkmoths and ﬂowering plants in East Africa: polyphagy and evolutionaryspecialization in an ecological context (abstract), in Biological Journal of the Linnean Society, vol. 110, n. 1, settembre 2013,  pp. 199-213, DOI:10.1111/bij.12107.
- Miller, W. E., Diversity and evolution of tongue length in hawkmoths (Sphingidae), in Journal of the Lepidopterists' Society, vol. 51, n. 1, 1997,  pp. 9-31.
- Muller, H., Proboscis capable of sucking the nectar of Angraecum sesquipedale, in Nature, vol. 8, 1873,  p. 223.
- Nilsson, L. A., The evolution of flowers with deep corolla tubes (abstract), in Nature, vol. 334, 14 luglio 1988,  pp. 147-149, DOI:10.1038/334147a0.
- Nilsson, L. A., Orchid pollination biology (abstract), in Trends in Ecology and Evolution, vol. 7, n. 8, 1º agosto 1992,  pp. 255-259, DOI:10.1016/0169-5347(92)90170-G, PMID 21236024.
- Nilsson, L. A., Deep flowers for long tongues, in Trends in Ecology and Evolution, vol. 13, 1998,  pp. 259-260.
- Nilsson, L. A., Johnsson, L.; Ralison, L. and Randrianjohany, E., Monophily and pollination mechanisms in Angraecum arachnites Scltr. (Orchidaceae) in a guild of long-tongued hawk-moths (Sphingidae) in Madagascar (abstract), in Biological Journal of the Linnean Society, vol. 26, n. 1, 1985,  pp. 1-19, DOI:10.1111/j.1095-8312.1985.tb01549.x.
- Nilsson, L. A., Johnsson, L.; Ralison, L. and Randrianjohany, E., Angraecoid Orchids and Hawkmoths in Central Madagascar: Specialized Pollination Systems and Generalist Foragers (abstract), in Biotropica, vol. 19, n. 4, dicembre 1987,  pp. 310-318.
- Nilsson, L. A., Rabakonandrianina, E.; Pettersson, B., Exact tracking of pollen transfer and mating in plants (abstract), in Nature, vol. 360, n. 6405, 17 dicembre 1992,  pp. 666-667, DOI:10.1038/360666a0.
- Rothschild, L. W., Jordan, H. E. K., A revision of the lepidopterous family Sphingidae, in Novitates zoologicae, vol. 9, 1903,  pp. 1-972.
- Sprayberry, J. D. H. and Daniel, T. L., Flower tracking in hawkmoths: behavior and energetics, in Journal of Experimental Biology, vol. 210, 2007,  pp. 37-45, DOI:10.1242/jeb.02616.
- Wasserthal, L. T., The pollinators of the Malagasy star orchids Angraecum sesquipedale, A. sororium and A. compactum and the evolution of extremely long spurs by pollinator shift (abstract), in Botanica Acta, vol. 110, n. 5, 1997,  pp. 343-359, DOI:10.1111/j.1438-8677.1997.tb00650.x.
- Whittall, J. B. & Hodges, S. A., Pollinator shifts drive increasingly long nectar spurs in columbine flowers (abstract), in Nature, vol. 447, 7 giugno 2007,  pp. 706-709, DOI:10.1038/nature05857 (archiviato dall'url originale il 21 aprile 2009).

### Testi
- (EN) Blundell M., Wildflowers of East Africa, Londra, William Collins Sons, 1987, ISBN 978-0-00-219812-7.
- (EN) Carcasson, R. H., The Sphingidae (hawk moths) of eastern Africa (Ph.D. thesis), Nairobi, Africa, University of East Africa, 1968, ISBN non esistente.
- Castiglioni, L. & Mariotti, S., IL - Vocabolario della lingua latina, Brambilla, A. & Campagna, G., 30ª ristampa, Torino, Loescher, 1983  [1966],  p. 2493, ISBN 978-88-201-6657-1, LCCN 76485030, OCLC 848632390.
- (EN) Cribb, P., Flora of tropical East Africa: Orchidaceae 271, Kew, UK, Royal Botanic Gardens, 1984, ISBN non esistente.
- (EN) D'Abrera, B., Sphingidae Mundi. Hawk Moths of the World. Based on a Checklist by Alan Hayes and the collection he curated in the British Museum (Natural History), 1ª ed., Faringdon, Oxon., SN7 7DR United Kingdom, E.W. Classey Ltd., 1986,  pp. 14-15, ISBN 0-86096-022-6.
- (EN) Grime, J. P., Plant strategies and vegetation processes, 2ª edizione, New York, Wiley, 2002,  p. 456, ISBN 978-0-470-85040-4.
- (FR) Griveaud, P., Sphingidae, in Faune de Madagascar, vol. 8, 1959,  pp. 161 pp., 13 pIs., 235 figs, ISBN non esistente.
- (EN) Kitching, I. J. & Cadiou, J. M., Hawkmoths of the World. An annotated and illustrated revisionary checklist (Lepidoptera: Sphingidae), Ithaca, Comstock Publishing Associates, 2000,  p. 256, ISBN 978-0-8014-3734-2.
- (EN) Kükenthal, W. (Ed.), Handbuch der Zoologie / Handbook of Zoology, Band 4: Arthropoda - 2. Hälfte: Insecta - Lepidoptera, moths and butterflies, a cura di Kristensen, N. P., collana Handbuch der Zoologie, Fischer, M. (Scientific Editor), Teilband/Part 35: Volume 1: Evolution, systematics, and biogeography, Berlino, New York, Walter de Gruyter, 1999  [1998],  pp. x + 491, ISBN 978-3-11-015704-8, OCLC 174380917.
- (EN) Pinhey, E., Hawk moths of central and southern Africa, Longmans, South Africa, National Museums of Southern Rhodesia, 1962, ISBN non esistente.
- (EN) Scoble, M. J., The Lepidoptera: Form, Function and Diversity, seconda edizione, London, Oxford University Press & Natural History Museum, 2011  [1992],  pp. xi, 404, ISBN 978-0-19-854952-9, LCCN 92004297, OCLC 25282932.
- (EN) Stehr, F. W. (Ed.), Immature Insects, 2 volumi, seconda edizione, Dubuque, Iowa, Kendall/Hunt Pub. Co., 1991  [1987],  pp. ix, 754, ISBN 978-0-8403-3702-3, LCCN 85081922, OCLC 13784377.